# Видео-игре у Русији
Видео-гејминг у Русији једно је од највећих тржишта видео-игара. Један од највећих проблема руске индустрије видео-игара јесте пиратство.
Русија је званично препознала компетитивни видео-гејминг (познат и као е-спорт или рачунарски спорт) као спорт.

## Историја
Историја масовног видео-гејминга у Русији (тада СССР) вуче корене из раних 1980-их када су лични рачунари различитих модела (Атари 400/800, Комодор 64, Зед-екс Спектрум 48/128) донети у земљу из САД, Европе, Јапана и Кине. У то време, локална компанија Електроника издала је серију портабл играчких конзола које су углавном биле клонови производа Нинтенда. До средине ’80-их, совјетски програмери и ентузијасти почели су да покушавају да развију сопствене игре. Најпознатији руски дизајнер игара те ере је Алексеј Пажитнов, који је направио светски мегахит Тетрис.

## Аркадне игре
Прве совјетске аркадне играчке машине нису садржавале никакву дигиталну графику, а интерфејс игре морао је да се емулира уз помоћ физичких објеката.

## Гејм-прес
Било је много магазина о видео-играма у Русији од почетка ’90-их до почетка 2000-их. Њихова количина значајно се смањила због масовног ширења интернета и уследелог бума илегалног преузимања садржаја. Као резултат, већина постојећих магазина престала је да излази због масовних комерцијалних губитака. Најпознатији руски магазин о видео-играма тренутно је Игроманија.

## Демографија и популарност
Један од пет Руса каже да игра видео-игре, према Москва тајмсу. Према VTSIOM-у, 58% Руса изражава поглед да су видео-игре штетне. Видео-игре уживају масовно прихватање у Русији.